# Estação Ferroviária de Santa Comba Dão

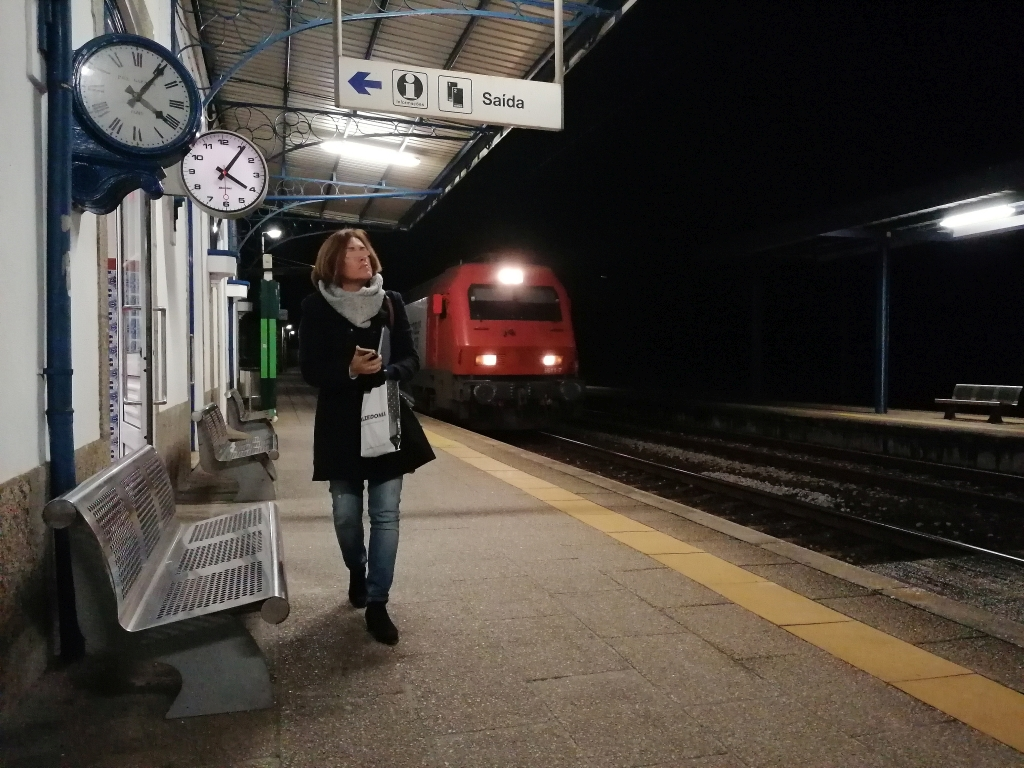
Aspeto da estação, à noite, em 2020.

A estação ferroviária de Santa Comba Dão, igualmente denominada de Santa Comba–Dão ou de Santa Comba/Dão, e também conhecida por estação do Vimieiro, é uma interface da Linha da Beira Alta, que serve a cidade de Santa Comba Dão, no distrito de Viseu, em Portugal. Também serviu de entroncamento com a Linha do Dão durante o seu funcionamento, entre 1890 e 1990.

## Descrição

### Localização e acessos
A estação situa-se junto à localidade de Vimieiro, tendo acesso pela Rua da Estação.

### Infraestrutura
O edifício de passageiros situa-se do lado poente da via (lado esquerdo do sentido ascendente, a Vilar Formoso). A superfície dos carris no ponto nominal situa-se à altitude de 165,6 m acima do nível médio das águas do mar. Esta interface apresenta cinco vias de circulação, identificadas como I, II, II-A, II+II-A, e III, com comprimentos entre 750 e 230 m, sendo destas três (I, II, e III) acessíveis por plataformas com 76 cm de altura e comprimentos entre 150 e 200 m; existem ainda quatro vias secundárias, numeradas de IV a VII, com comprimentos entre 85 e 285 m e que se encontram, exceto a primeira, apenas parcialmente eletrificadas. Situa-se nesta configuração, nominalmente centrado ao PK 85+47, uma instalação ferrovária de uso privativo gerida pela empresa Agremor.

#### Inserção na Linha do Vouga
|  |  |  |

|  |  |  |

|  |  |  |

|  |  |  |

|  |  |  |

|  |  |  |

|  |  |  |

|  |  |  |

|  |  |  |

|  |  |  |

 O ponto fulcral da Linha do Vouga é a estação de Sernada, onde a linha oriunda de Aveiro se bifurca — seguindo para Viseu, à direita, e para Espinho, à esquerda. No entanto, desde a fase de planeamento (década de 1890) até 1992, a nomenclatura das linhas contrariava a sua topologia, designado-se o trajeto Espinho-Viseu (incl. infleção em Sernada) como Linha do Vouga, sendo o segmento remanescente (Aveiro-Sernada) identificado como Ramal de Aveiro. Só em 1992 foi esta nomenclatura retificada, passando a designar-se Linha do Vouga o trajeto contínuo Espinho-Aveiro, ficando o restante segmento, Viseu-Sernada (entretanto extinto em 1990), com o nome Ramal de Viseu; no entanto, a igualmente já extinta Linha do Dão (S.C.Dão-Viseu) foi também integrada sob esta nóvel designação.

### Serviços
Em dados de 2023, esta interface é frequentada por serviços da C.P. efetuados por via rodoviária com nove circulações diária em cada sentido, devido às obras de requalificação da Linha da Beira Alta, iniciadas em Abril de 2022 e cuja conclusão está prevista para 2024.

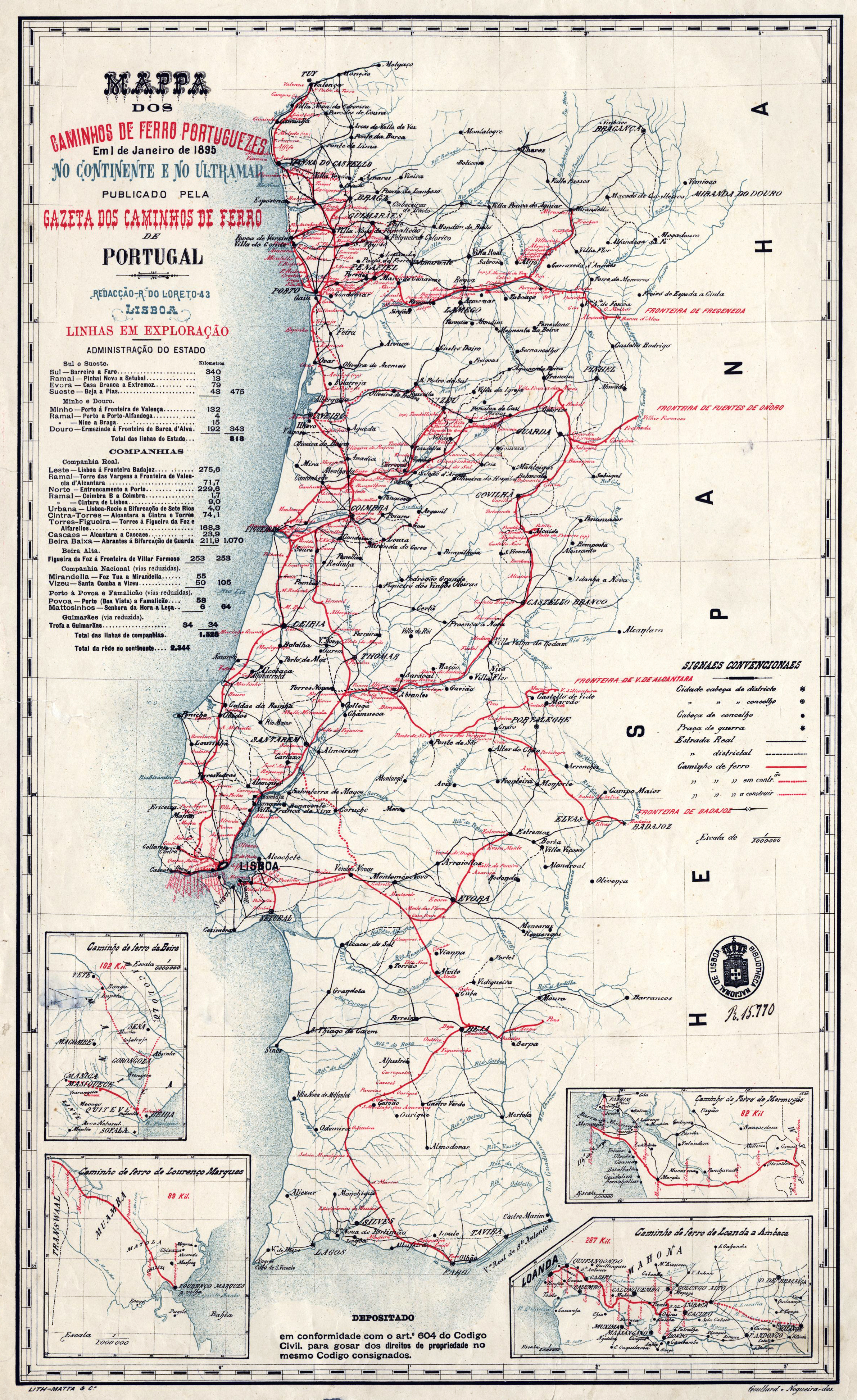
Mapa dos caminhos de ferro em 1895.

## História

### Século XIX

#### Planeamento e inauguração
Quando foram feitos os primeiros estudos para a construção da Linha da Beira Alta, o engenheiro Boaventura José Vieira planeou a linha saindo de Coimbra-B, atravessando o Vale de Coselhas, passando pela Portela de Santo António e seguindo a margem direita do Rio Mondego até Santa Comba Dão. Este traçado foi posteriormente modificado para começar a linha na Pampilhosa.
A Linha da Beira Alta entrou ao serviço, de forma provisória, no dia 1 de Julho de 1882, tendo a linha sido completamente inaugurada, entre a Figueira da Foz e a fronteira com Espanha, no dia 3 de Agosto do mesmo ano, pela Companhia dos Caminhos de Ferro Portugueses da Beira Alta. Aquando da inauguração, estava situada a cerca de dois quilómetros da localidade de Santa Comba Dão, pelo que junto à estação formou-se desde logo uma pequena concentração populacional, com armazéns, alojamentos e outros estabelecimentos comerciais, que viria a expandir-se e receber a denominação de Santa Comba-gare. Esta povoação foi o local de nascimento e residência do estadista António de Oliveira Salazar.

#### Ligação à Linha do Dão
A Linha do Dão foi um caminho de ferro entre Santa Comba Dão e Viseu, que foi construído pela Companhia Nacional de Caminhos de Ferro. Em 1 de Junho de 1890, chegou o primeiro comboio a Tondela, que partiu de Santa Comba Dão. A linha foi inaugurada em 24 de Novembro desse ano, e entrou ao serviço no dia seguinte.

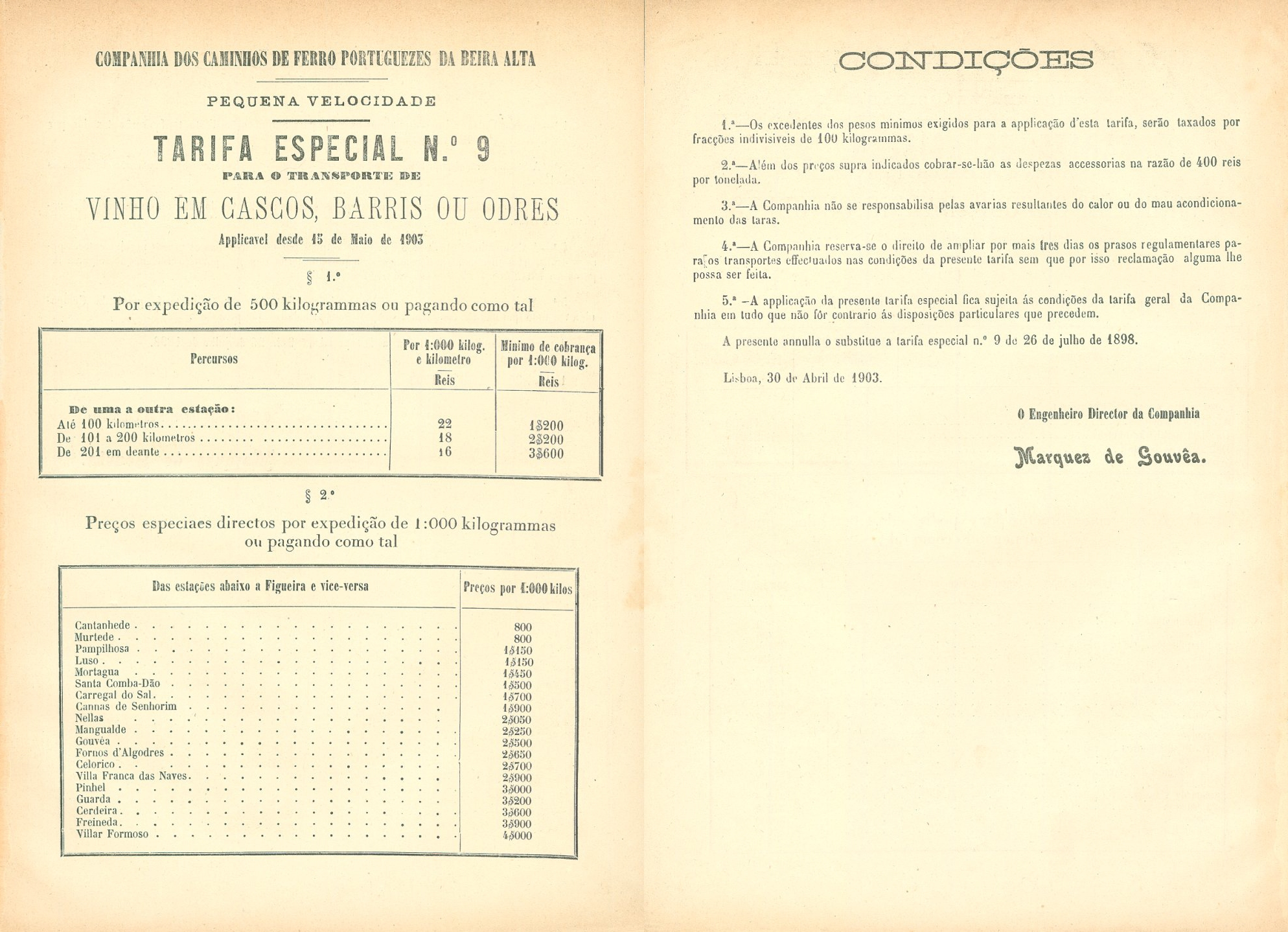
Anúncio de 1903 acerca do transporte de vinho em várias estações da Linha da Beira Alta, incluindo Santa Comba Dão.

### Século XX
Em 30 de Janeiro de 1905, Bernardino Machado deslocou-se a Viseu para a inauguração do Centro Republicano naquela cidade; na sua viagem, foi acompanhado desde Santa Comba Dão pelas comissões paroquiais e municipais de cariz republicano de Viseu. Em 1913, a estação de Santa Comba Dão era servida por carreiras de diligências até Rojão, Cardosa, Cancela, São João de Areias, Tábua, Seixos Alvos, Barras, Espariz, Coja, Venda da Esperança, Vendas de Galizes, Vila Cova de Alva, Avô, Pomares, Alvoco das Várzeas e Poço do Gato.

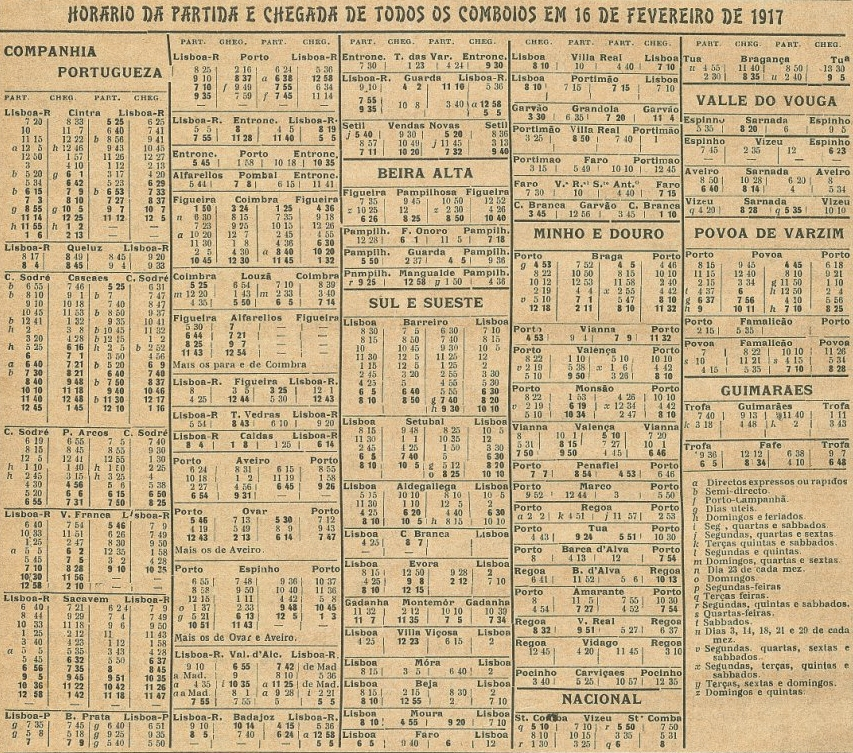
Horários de todos os comboios em Fevereiro de 1917, incluindo os de Santa Comba Dão a Viseu.

#### Ampliação da estação
No ano de 1932, foi ampliada a plataforma entre as primeira e segunda linhas, e no ano seguinte foi construída uma fossa do tipo mouras, modificadas as retretes, pintados os sinais, ampliado o dormitório do pessoal de máquinas, e instalada a linha telefónica desde estação estação até Viseu. Em 1934, estavam em construção várias estradas, para ligar a estação de Santa Comba Dão a várias localidades naquela área, e a Companhia da Beira Alta realizou várias obras de reparação no edifício, tendo instalado um lambril de azulejos no vestíbulo, construiu uma casa do tipo n.º 1 para duas famílias, e assentou uma placa de 12 m, para rodar locomotivas, com a correspondente via de acesso. Nesse ano, estava planeada a construção de duas novas linhas férreas a sair da estação, apesar de já então apresentar um elevado volume de tráfego. Segundo o coronel de engenharia Abel Urbano, por este motivo estava a necessitar de grandes obras de ampliação, que deveriam incluir a expansão do edifício, de forma a alojar mais serviços, a instalação de uma marquise na fachada da estação virada para a rua, e a construção de uma passagem superior sobre as vias da Linha da Beira Alta, de forma a garantir um acesso seguro à gare onde circulavam as composições da Linha do Dão. Também em 1934, o chefe da estação foi premiado num programa da Companhia da Beira Alta para o tratamento dos jardins nas gares. Voltou a ser premiado no ano seguinte.

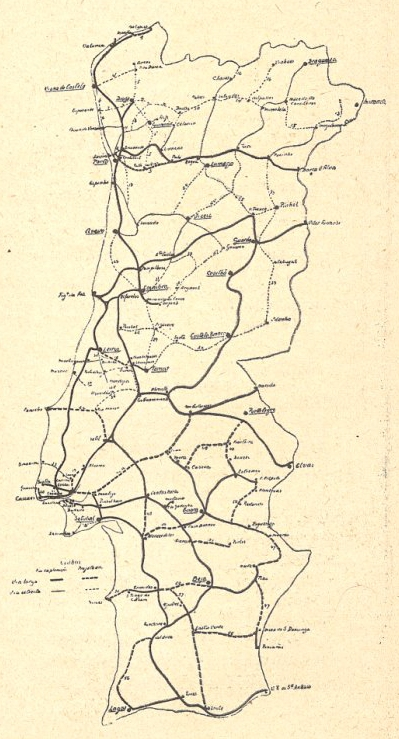
Mapa do Plano da Rede de 1930, incluindo os dois projectos cancelados de Santa Comba Dão a Coimbra, via Arganil, e a Penacova.

Em 1935, a Companhia da Beira Alta tinha despachos centrais de camionagem, para transporte de bagagens, passageiros e pequenos volumes, em Tábua, Vila Nova de Oliveirinha, Coja e Portela de Cerdeira, ligados à estação de Santa Comba Dão. Nesse ano, a Companhia fez grandes obras de reparação na casa do factor de 3.ª, instalou um novo marco fontenário, e construiu um hangar para resguardar as locomotivas.
Em 1939, executaram-se trabalhos de reparação do edifício da estação, tendo sido feita a pintura completa e envernizados os exteriores, e instalados novos lambris de azulejo no vestíbulo, na sala de despacho de grande velocidade e na sala de terceira classe; também se reparou a retrete e o cais coberto. Em 1940, esta estação era considerada uma das mais importantes na Linha da Beira Alta, embora não tivesse as dimensões suficientes para a sua categoria.

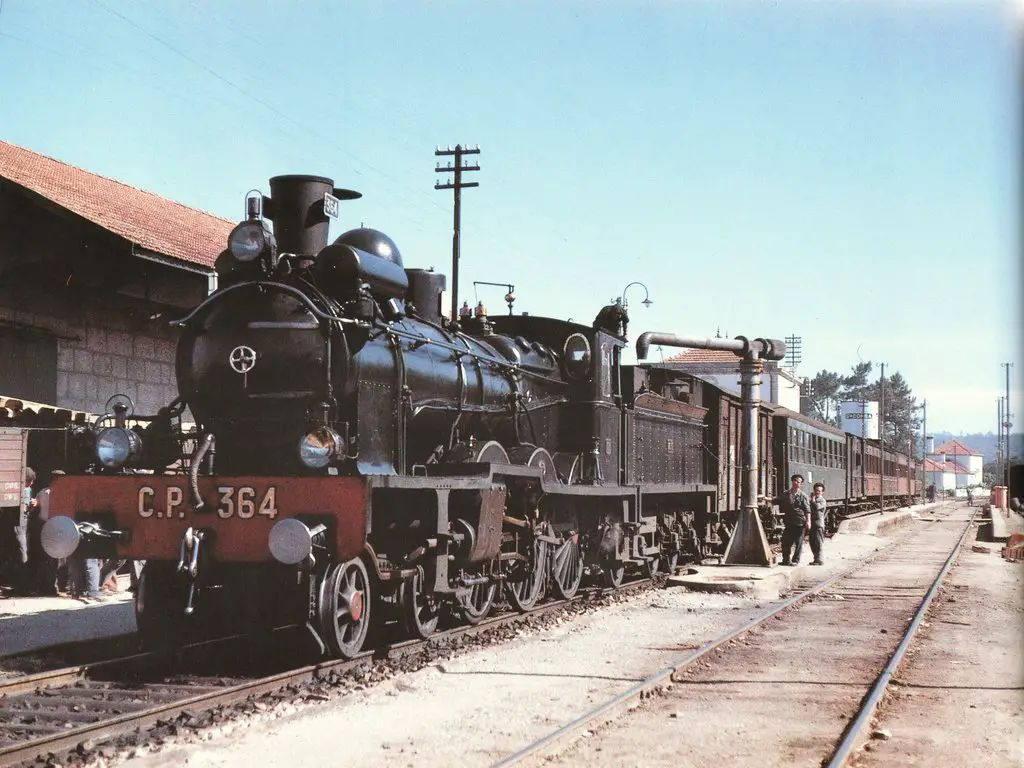
Locomotiva n.º 364 (via larga: lado da Linha da Beira Alta) abastecendo-se de água em, em 1963.

#### Ligação projectada ao Ramal da Lousã e transição para a C.P.
Em 1927, quando se fizeram os estudos preparatórios para a revisão do plano ferroviário nacional, foi proposta a adaptação do Ramal da Lousã a via estreita, e o seu prolongamento até Santa Comba Dão, passando por Arganil, o que foi autorizado por um decreto no mesmo ano. Porém, este empreendimento nunca chegou a ser feito, devido à crise que se fez sentir nos caminhos de ferro a partir da década de 1930.
Em 1 de Janeiro de 1947, tanto a Companhia da Beira Alta como a Companhia Nacional de Caminhos de Ferro foram integradas na Companhia dos Caminhos de Ferro Portugueses.

#### Encerramento da Linha do Dão e modernização da Linha da Beira Alta
Em 1990, foi suspenso o tráfego na Linha do Dão.  Foi transformada na Ecopista do Dão em 2007–2011.[carece de fontes?]
Na década de 1990, procedeu-se à modernização da Linha da Beira Alta, programa que também contemplou a estação de Santa Comba Dão, onde foi construído um terminal de mercadorias, e foram renovadas as vias e as plataformas.

Segundo dados oficiais de 2011, a estação apresentava três vias de circulação, com 433, 420 e 311 m de comprimento, enquanto que as plataformas tinham todas 367 m de extensão, e 45 a 50 cm de altura. Esta configuração, mais tarde alterada para os valores atuais, apresentava-se já assaz reduzida em comparação com a de décadas anteriores.

## Ver também

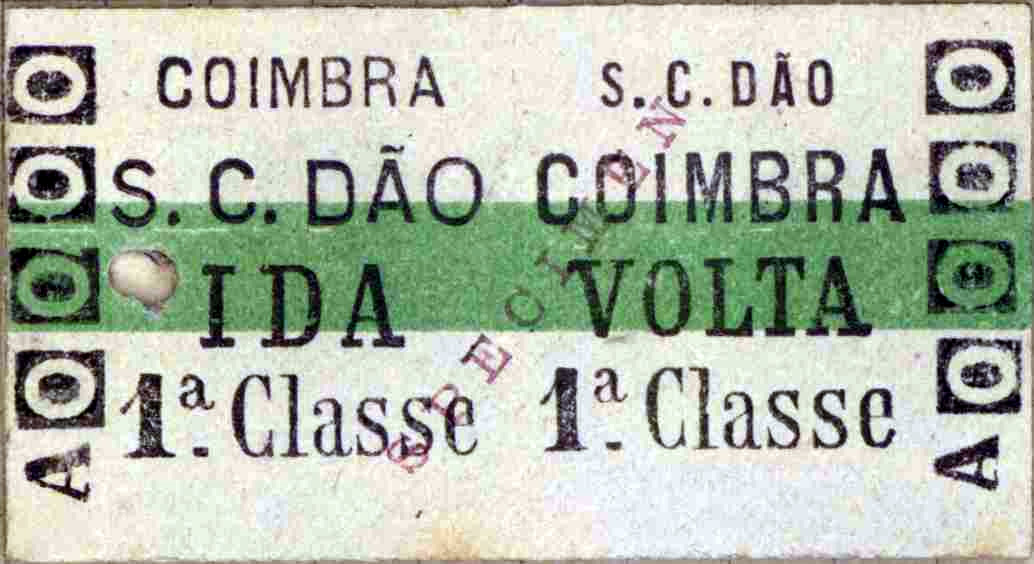
Bilhete de 1.ª Classe entre Santa Comba Dão e Coimbra-B.